# Dimitri Fourny
Dimitri Fourny (Libramont, 28 april 1972) is een voormalig Belgisch politicus voor het cdH.

## Levensloop
Als licentiaat in de rechten aan de UCL werd Fourny beroepshalve advocaat.
In 1994 werd hij voor de toenmalige PSC verkozen tot gemeenteraadslid van Neufchâteau. Nadat hij jarenlang in de oppositie zetelde, werd hij in 2012 burgemeester van de gemeente.
Van 2004 tot 2019 zetelde hij in het Waals Parlement en van het Parlement van de Franse Gemeenschap. In het Waals Parlement was hij van 2014 tot 2019 fractieleider van het cdH en in het Parlement van de Franse Gemeenschap was hij van juni tot september 2009 cdH-fractieleider en vanaf 2014 derde ondervoorzitter. Tevens zetelde hij van 2009 tot 2012 als gemeenschapssenator in de Belgische Senaat. Sinds 6 juni 2010 is hij ridder in de Leopoldsorde.
In maart 2019 werd hij, samen met twintig anderen, verdacht van verkiezingsfraude in Neufchâteau bij de lokale verkiezingen in 2018, waarbij gefraudeerd zou zijn met volmachten. Hijzelf ontkende de feiten. Om zich te concentreren op zijn verdediging besloot Fourny niet meer op te komen bij de Waalse verkiezingen en nam hij ontslag als cdH-fractieleider in het Waals Parlement. Uiteindelijk diende Fourny voor de rechter te verschijnen op verdenking van valsheid in geschrifte, misbruik van vertrouwen, oplichting en bendevorming. In mei 2023 werd hij schuldig bevonden aan valsheid in geschrifte en werd hij veroordeeld tot een jaar cel met uitstel, een geldboete van 16.000 euro en een ontneming van zijn kiesrecht voor tien jaar. De andere tenlasteleggingen werden niet weerhouden.
Door de vermoedelijke fraude moesten de gemeenteraadsverkiezingen in Neufchâteau overgedaan worden. Niettemin stelde Fourny zich opnieuw kandidaat. Zijn lijst Agir Ensemble verloor echter haar absolute meerderheid en Fourny werd naar de oppositie verwezen. Normaal gezien zou Yves Evrard vervolgens burgemeester worden, maar de lijst van Fourny besloot de verkiezingsuitslag aan te vechten bij de provinciegouverneur van Luxemburg, volgens hen omdat buitenlandse kiezers te weinig tijd hadden gekregen om zich in te schrijven en hun stem uit te brengen. De gouverneur verklaarde zich onbevoegd en diende twee prejudiciële vragen in bij het Grondwettelijk Hof. Als gevolg werd de verkiezingsuitslag van 16 juni nog niet geldig verklaard en bleef het vorige gemeentebestuur onder leiding van Fourny voorlopig aan. In februari 2020 besloot het Grondwettelijk Hof dat de verkiezingen wettelijk waren verlopen en verklaarde de Luxemburgse provinciegouverneur de uitslag van de verkiezingen geldig. Hierdoor belandde Fourny alsnog op de oppositiebanken. Wegens de uitbraak van de coronapandemie duurde het nog tot mei 2020 voordat hij de burgemeesterssjerp moest doorgeven. Fourny zetelde vervolgens opnieuw als gemeenteraadslid, tot hij in april 2021 ontslag nam en de politiek verliet.
In juni 2020 investeerde hij met twee vennoten in restaurant La Vielle Ferme in Chassepierre.
In juni 2023 wordt hij veroordeeld tot 12 maand gevangenisstraf met uitstel en een boete van 16.000€.